# パリ条約 (1810年2月28日)
パリ条約（パリじょうやく、ドイツ語: Vertrag von Paris）は1810年2月28日に締結された、フランス第一帝政とバイエルン王国の間の条約。

## 背景
フランスは1806年10月7日以降ブランデンブルク＝バイロイト辺境伯領を占領していたが、第四次対仏大同盟を終わらせたティルジットにより正式にプロイセン王国から譲渡された。この割譲に際し、バイエルンはフランスに1,500万フランを支払った。
1809年10月14日に第五次対仏大同盟を終わらせたシェーンブルンの和約ではザルツブルクがオーストリア帝国からバイエルンに割譲された。
レーゲンスブルク侯領はバイエルンに割譲されるまでライン同盟首座大司教侯カール・テオドール・フォン・ダールベルクが統治していたが、ダールベルクはレーゲンスブルク候領を放棄する代わりにナッサウ＝オラニエン＝フルダ候領、旧ハーナウ伯領、ヴェッツラー伯領、世俗化されたフランクフルト大公国を獲得した。これらの領土変更は1810年2月16日のパリ条約によりダールベルクに受け入れられた。

## 内容と結果
条約により、バイエルンは南ティロルをナポレオンのイタリア王国に、東ティロルをイリュリア州に譲渡した。また、バイエルン西部ではシュヴァインフルトとマイン地域の一部がヴュルツブルク大公国に、フリードリヒスハーフェン、ヴァンゲン・イム・アルゴイ、ロイトキルヒ・イム・アルゴイ、ラーフェンスブルク、ボプフィンゲン、ウルムがヴュルテンベルク王国に割譲された。その代わり、バイエルンはバイロイト辺境伯領、レーゲンスブルク侯領、インクライス、ハウスルック地区の半分、ザルツブルク周辺、ベルヒテスガーデン周辺を獲得した。
バイエルンは領土割譲により49万人の住民を失ったが、新しく獲得した領土により56万5千の住民が増えた。